# Şenol Can
Şenol Can (Bulgaars : Шенол Джан) (Kardzjali, 3 april 1983) is een voormalige Bulgaars-Turks voetballer die voorkeur speelde als verdediger. 

## Carrière
Can is geboren in Kardzjali en hij verhuist met zijn familie naar Turkije op een jonge leeftijd. Can is begonnen voetballen bij Bursa Merinosspor in het jeugd. 
Can heeft gespeeld bij Bursa Merinosspor, Inegölspor, Antalyaspor, Gaziantepspor, Adana Demirspor en Fatih Karagümrük. Hij beëindigt zijn voetbalcarrière in 2019.

## Trainer carrière
Can werd assistent trainer bij Fatih Karagümrük. Op Juli 2020 werd hij trainer van Fatih Karagümrük. Hij heeft met zijn team promotie gehaald naar Süper Lig.. Can nam afscheid na dit seizoen bij Fatih Karagümrük na slechte resultaten.